# ヴァヒード・ターレブルー
ヴァヒード・ターレブルー（Vahid Talebloo、1982年5月26日 - ）は、イランの元サッカー選手。元イラン代表。ポジションはゴールキーパー。

## 来歴
2006年2月にイラン代表デビュー。2006 FIFAワールドカップ、AFCアジアカップ2007のメンバーにも選ばれた。2009年までに13試合に出場した。

## 代表歴

### 出場大会
- イラン代表
  - 2006 FIFAワールドカップ

### 試合数
- 国際Aマッチ 13試合 0得点（2006年-2009年）[1]

| イラン代表 | 国際Aマッチ | 国際Aマッチ |
| 年         | 出場        | 得点        |
| ---------- | ----------- | ----------- |
| 2006       | 3           | 0           |
| 2007       | 2           | 0           |
| 2008       | 5           | 0           |
| 2009       | 3           | 0           |
| 通算       | 13          | 0           |